# Джина Лин
Джина Лин (на английски: Gina Lynn) е артистичен псевдоним на пуерториканската порнографска актриса, режисьор и продуцент на порнографски филми Таня Меркадо (Tanya Mercado).

## Ранен живот
Родена е на 15 февруари 1974 г. в град Маягуес, Пуерто Рико. На 5-годишна възраст се премества със семейството си в град Джаксън Тауншип, Ню Джърси, САЩ, където израства.

## Кариера
Лин започва да работи като стриптизьорка през 1994 г. Обстоятелствата я насочват към кариера на модел, като първата нейна фотосесия е за списание „Чери“ през 1997.
Печели титлата на списание Пентхаус за любимка на месец април 2012 г.
Притежава собствена продуцентска компания за порнографски филми, наречена „Джина Лин Продакшънс“.
Участва в петия сезон на сериала „Семейство Сопрано“, а в игралния филм „Анализирай това“ има 30-секундна поява в ролята на стриптизьорка. Играе малка роля и в комедията „Мъжка ваканция“ („Mancation“, 2012). Участва във видеоклиповете на песните „Супермен“ на Еминем и "Keep Movin' On" на Вини Паз.

## Личен живот
През 1999 г. се омъжва за порноактьора Травис Найт.
Живее в град Джаксън, щата Ню Джърси.

## Награди и номинации
Зали на славата
- 2007: NightMoves зала на славата.[13]
- 2010: AVN зала на славата.[14]

Носителка на награди
- 2007: NightMoves награда за най-добра екзотична танцьорка (избор на авторите).[13]
- 2008: F.A.M.E. награда за любимо дупе.[15]
- 2009: NightMoves награда за тройна игра (за постижения в три отделни области).[16]
- 2012: Пентхаус любимец за месец април.[7][8]

Номинации за награди
- 2004: Номинация за AVN награда за изпълнителка на годината.[17]
- 2005: Номинация за AVN награда за изпълнителка на годината.[18]
- 2006: Номинация за Temptation награда за съблазнителка.[19]
- 2007: Финалистка за F.A.M.E. награда за любимо дупе.[20]
- 2008: Номинация за AVN наградата на Джена Джеймисън за Crossover звезда на годината.[21]
- 2008: Номинация за CAVR награда за MVP на годината.[22]
- 2009: Номинация за AVN награда за уеб звезда на годината.[23]
- 2010: Финалистка за F.A.M.E. награда за любимо дупе.[24]
- 2010: Номинация за F.A.M.E. награда за най-горещо тяло.[24]

Други признания и отличия
- 12-о място в класацията на списание „Комплекс“ – „15-те най-горещи порнозвезди над 30“, публикувана през месец март 2011 г.[9]